# Gabriel Davioud

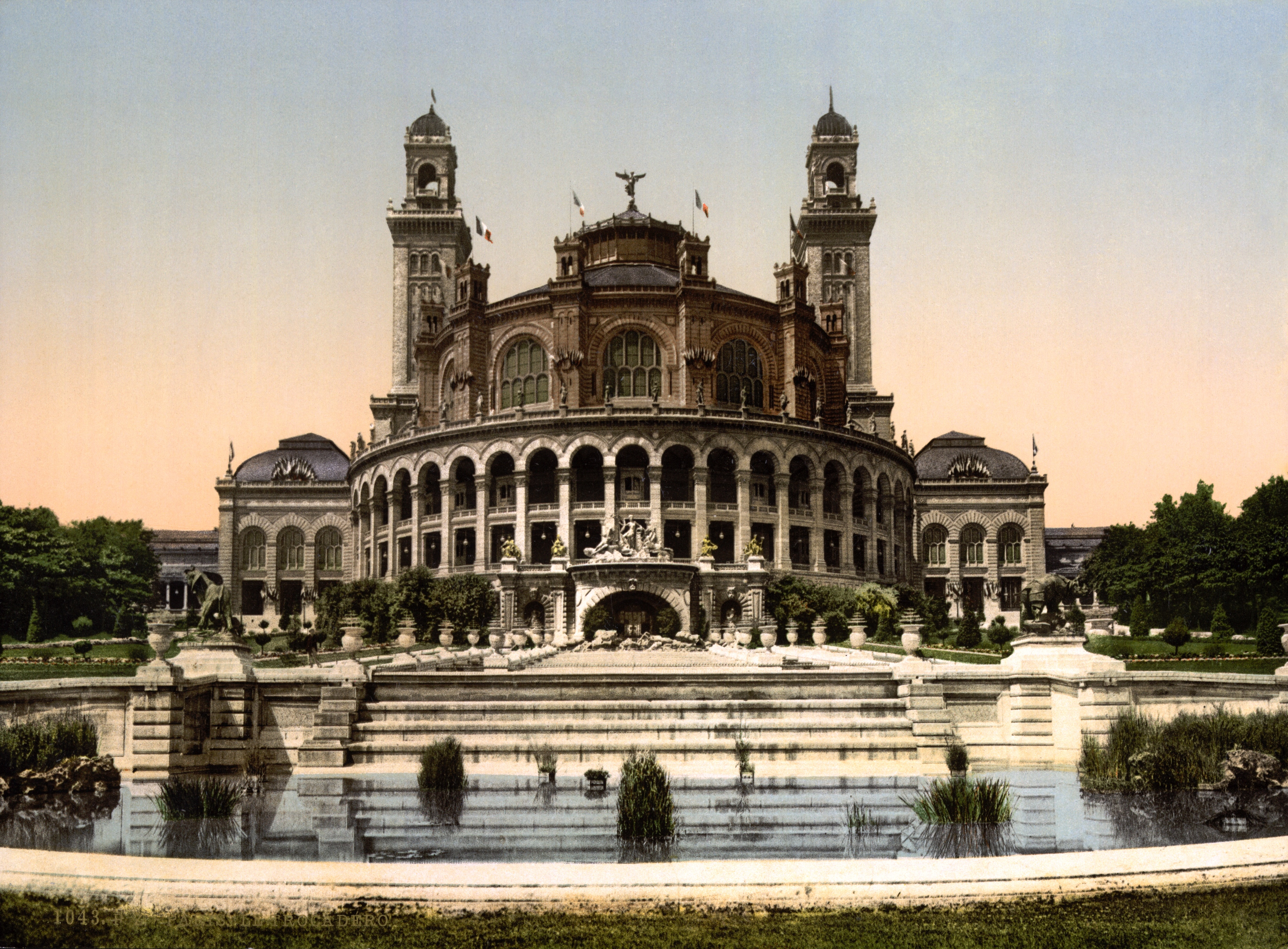
L'antic Palau del Trocadéro, durant Exposició Universal de París (1900)

Gabriel Jean Antoine Davioud (París, 30 octubre de 1824 - París, 6 abril de 1881) fou un arquitecte representant de l'eclecticisme arquitectural de moda sota Napoleó III.
Després d'haver obtingut el Segon Gran Prix de Rome, Davioud és nomenat inspector general dels treballs d'arquitectura de la ciutat de París, i arquitecte en cap al servei dels passeigs i plantacions. Esdevé un dels col·laboradors del baró Haussmann i construeix nombrosos edificis a París.

## Obres

### París
- Els dos teatres de la place du Châtelet: el Théâtre du Châtelet i el Théâtre Sarah Bernhardt (desbatejat "Teatre de la Ciutat" durant l'Ocupació i actual "Théâtre de la Ville") (1874), així com la Fontaine du Palmier.

- Per a l'Exposició Universal de 1878 realització de l'antic Palau del Trocadéro, amb Jules Bourdais destruït per a l'exposició universal de 1937,[1] 16è districte.

- El Panorama Nacional realitzat per a l'Exposició Universal de 1855 esdevingut Théâtre du Rond-Point Renaud-Barrault, 8è districte.

- "Magasins-Réunis" de la  plaça de la República,  11è districte (1867). (actuals botigues Darty-Habitat-Go esport).

- Caserna de la  plaça de la República,  10è districte.

- Mairie del 19è districte, 1876 - 1878, plaça Armand-Carrel amb Jules Bourdais.

- Fontaine Saint-Michel, place Saint-Michel, 5è districte (1860).

- Font de l'Observatori i l'avinguda de l'Observatori (amb Jean-Baptiste Carpeaux), 6è districte.

- Plànols dels jardins dels  Champs-Élysées,  8è districte.

- Reixes del parc Monceau, 8è districte, i de la plaça del Temple, 3r districte.

- Font de la Château d'eau plaça Daumesnil, 12è districte.

- Pavellons d'entrada del Bosc de Boulogne, 16è districte.

- Square des Batignolles, 17è districte.

- Temple de la Sybille a l'île du Belvédère al parc des Buttes-Chaumont, 19è districte (1869).

### Província
- Teatre d'Étampes, construït entre 1851-1852 gràcies a una subscripció pública.

- Houlgate: Villa La Brise (31, rue de Caumont), vil·la construïda el 1866, per a ell mateix. Publicada per Eugène Viollet-le-Duc a Habitations modernes (1874-1877).